# .fk
.fk је највиши Интернет домен државних кодова (ccTLD) за Фолкландска острва. Регистрација домена се обавља искључиво на трећем нивоу у подкатеогријама другог нивоа.